# Hirundo angolensis

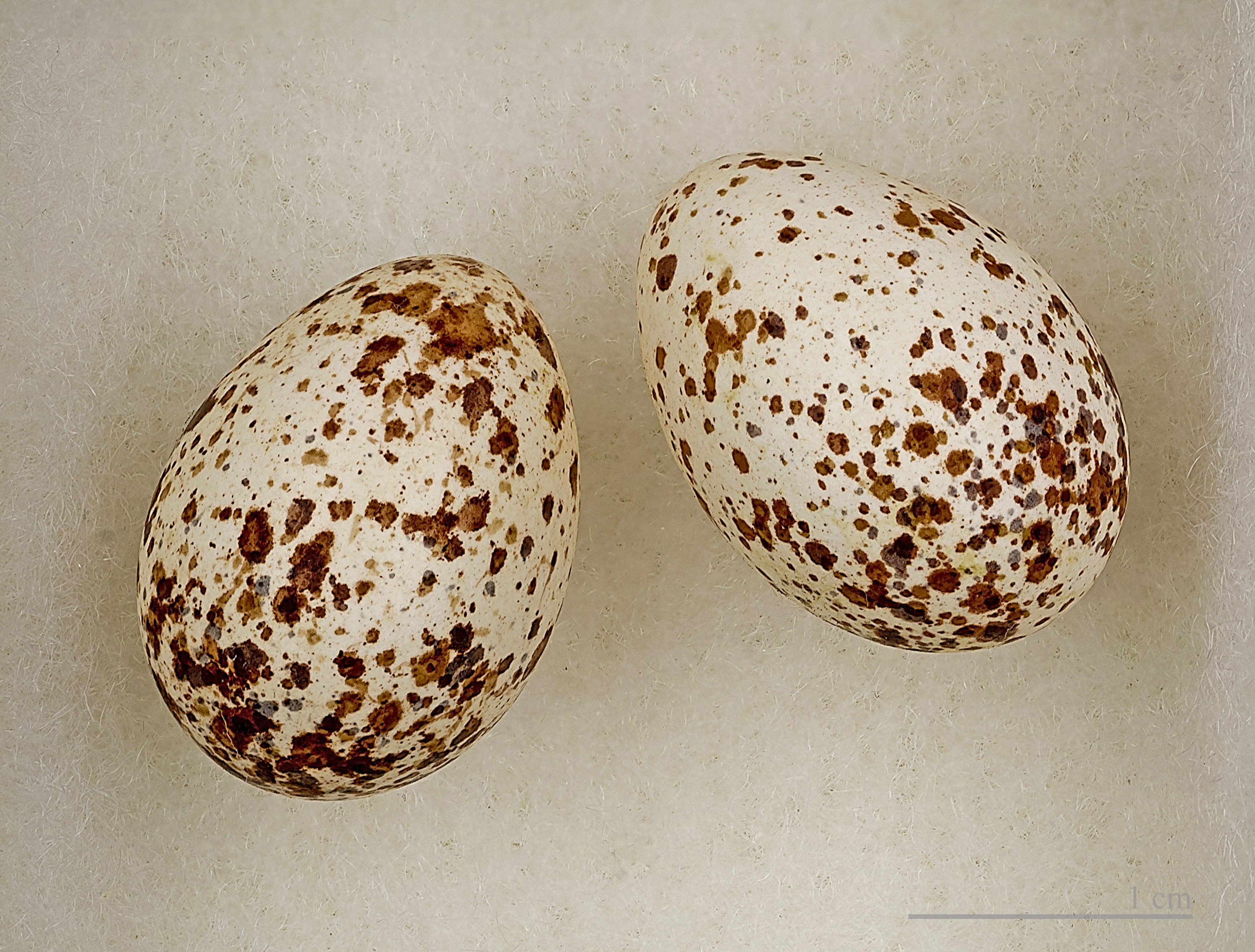
Huevos de Hirundo angolensis

La golondrina angoleña (Hirundo angolensis) es una especie de ave paseriforme de la familia Hirundinidae propia de África Central. Habita Angola, Burundi, República Democrática del Congo, Gabón, Kenia, Malaui, Namibia, Ruanda, Tanzania, Uganda y Zambia.